# Клуб фото аматера Београд
Клуб фото аматера „Београд“ (КФАБ) основан је 2. децембра 1939. године. Клуб су основали дотадашњи чланови Фото-секције Српског планинарског друштва. Наиме, фото-секција је имала обавезе према Друштву и није могла самостално да иступа, а неки истакнути чланови су желели да показују своје фотографије на изложбама. Клуб је започео са радом у улици Космајској 24 на 4. спрату, а убрзо, исте године, пресељен је у Улицу Краља Фердинанда 3 (касније је то улица Кнеза Милоша). Први председник је био Звонимир Јановић, потпредседник Миле Илић, а секретари Бранибор Дебељковић и Самуило Мешулам. Клуб је деловао укупно 15 месеци, до почетка Априлског рата 1941.

## Почетна активност
Нови фото клуб је већ у почетку развио велику активност, како у погледу прикупљања нових чланова тако и у организовању друштвеног живота. Први задатак је био организовање фото-лабораторије, која је набављена добровољним прилозима имућнијих чланова. Нарочита пажња била је посвећена уздизању ликовне културе чланова која је спровођена кроз критику фотографија.

## Учешће на изложбама
На изложби Хрватског фотоаматерског савеза у Осијеку чланови клуба добили су две награде (Лазаревић сребрну и Дебељковић бронзану). Поред тога, клуб је учествовао и на изложби Четири нације (Југославија, Мађарска, Швајцарска и Италија) у Дебрецину, Мађарска, која је затим пренета и у друге земље. Рат је прекинуо сваку даљу активност. У мају 1941. у просторије клуба је усељена немачка Пропаганда компанија. Ствари фото-клуба су пребачене на Калемегдан у Боб-клуб, одакле им се губи сваки траг.

## Оснивачи и први чланови клуба
- Јарослав Богдановић,
- Бранибор Дебељковић,
- Елијас Делеон,
- Миле Илић,[1]
- Војислав Маринковић,
- Звонимир Јановић,
- Самуило Мешулам,
- Миле Петровић,
- Аркадије Столипин,
- Јаша Томић,
- Хирос (непознатог имена).